# Aeromas
Aeromas – urugwajskie linie lotnicze z siedzibą w Montevideo. Operują na wewnętrznym rynku lotniczym oraz świadczą usługi charterowe do Argentyny, Brazylii i Paragwaju dla kilku korporacji oraz agencji rządowych. Główną bazą Aeromasu jest międzynarodowy 
lotnisko Carrasco w Montevideo.
Aeromas posiada oznaczenie MSM w kodzie 
OMLC.
Linie lotnicze rozpoczęły działalność w 1983 jako przewoźnik w celach biznesowych.
Aeromas posiada flotę składającą się z następujących maszyn:
- 1 Cessna 208A Caravan I
- 1 Embraer EMB-110P1 Bandeirante